# Zenodis
Zenodis (Zenodis in friulano standard, Zenodes nella pronuncia locale) è una frazione del comune di Treppo Ligosullo nella provincia di Udine, nella regione Friuli-Venezia Giulia.
Località situata nella regione della Carnia distante 0,74 km dal medesimo comune di Treppo Ligosullo cui essa appartiene. Il paese, situato a 713 m s.l.m., dista da Udine circa 62 km dalla quale si può arrivare tramite l'Autostrada A23, la Strada statale 52 Carnica e, all'altezza di Tolmezzo, la sua diramazione Strada statale 52 bis.
Questa frazione sorge tra i centri di Paluzza e Treppo Carnico, facendo da passaggio attraverso il sentiero denominato "rautz".
Inoltre è possibile ammirare la vallata del Pontaiba, una delle zone più particolari della Carnia.

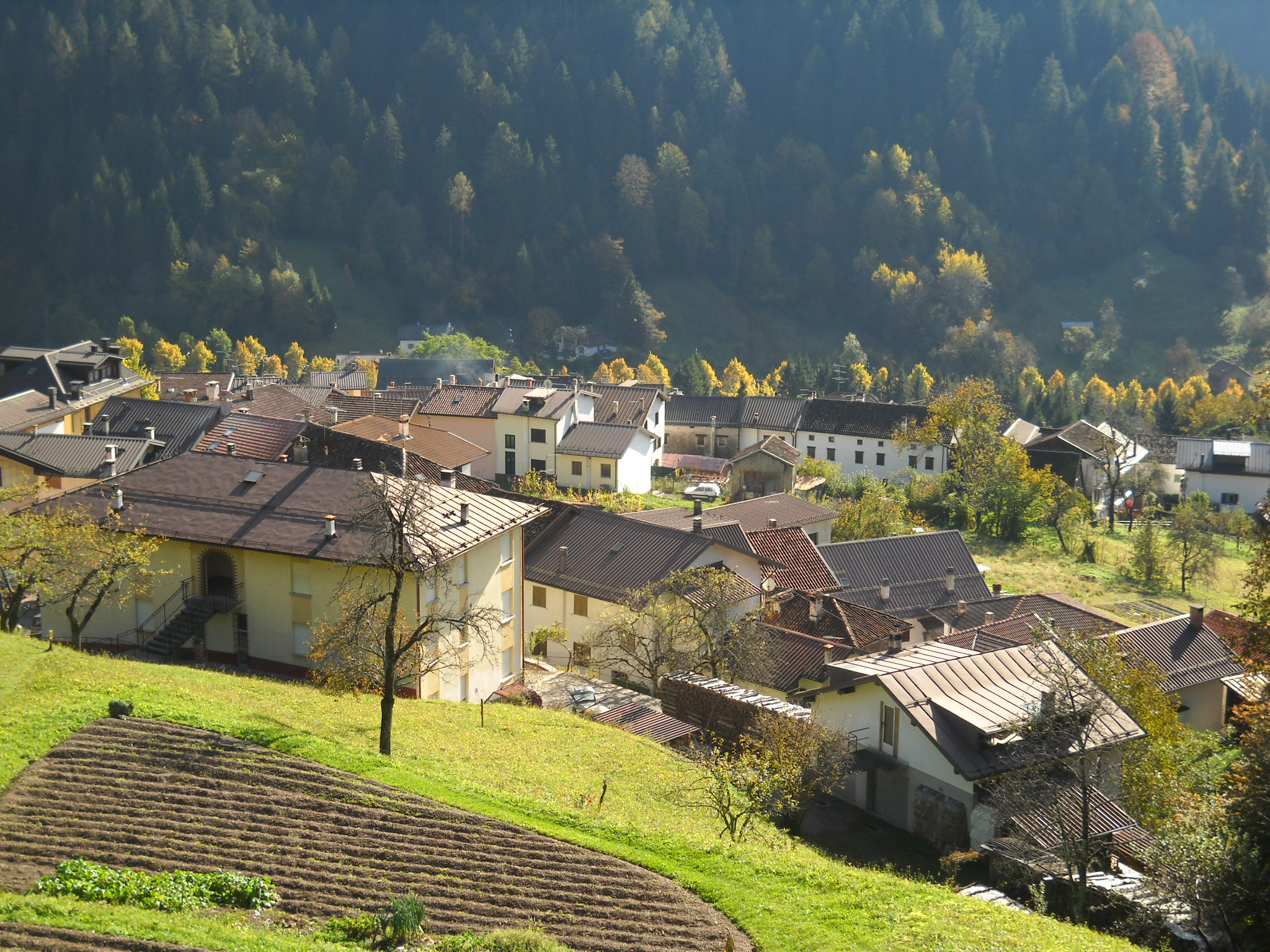
panorama dall'alto
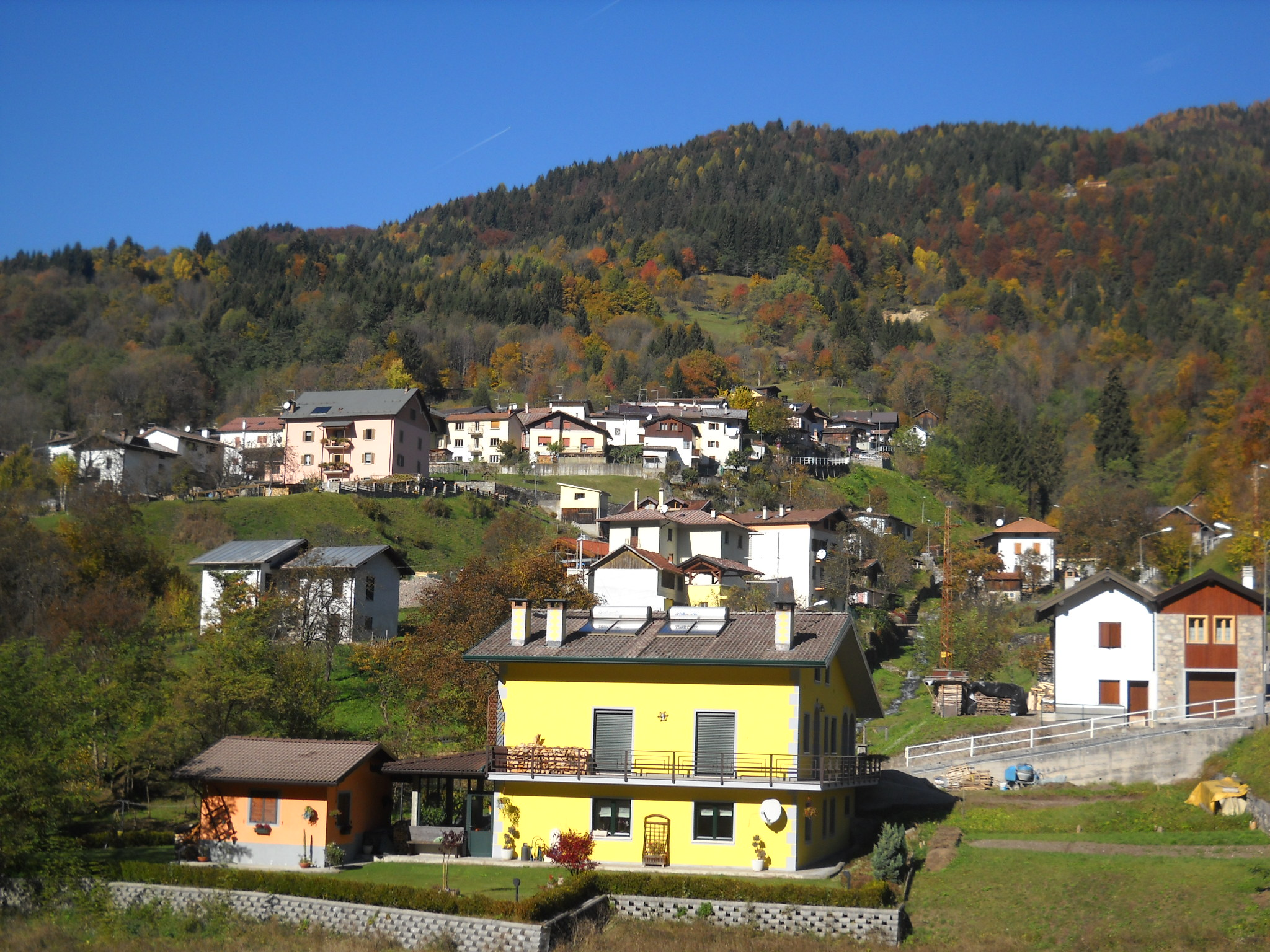
panorama dal basso